# Jorge Burruchaga
Jorge Luis Burruchaga (* 9. Oktober 1962 in Gualeguay, Provinz Entre Rios) ist ein ehemaliger argentinischer Fußballspieler und -trainer. Der Fußball-Weltmeister von 1986 spielte auf Vereinsebene vornehmlich für den CA Independiente sowie in Frankreich für den FC Nantes und den FC Valenciennes.

## Karriere

### Verein
El Burro („der Esel“) begann seine Karriere beim Bonarenser Vorortsklub Arsenal de Sarandí. Der offensive Mittelfeldspieler, der zeitweise auch Rechtsaußen spielte, kam 1982 zu CA Independiente, wo er 1983 zum argentinischen Nationalspieler avancierte. 1985 ging er nach Europa und verbrachte sieben Jahre in Frankreich beim FC Nantes. 1992 wechselte er von Nantes zum FC Valenciennes, wo er in einen Manipulationsskandal nach einem Spiel gegen Olympique Marseille verwickelt war. Dies führte 1994 zu einer zweijährigen Sperre in Frankreich. Daraufhin wechselte er 1995 zurück nach Argentinien, wo er noch drei Jahre bei seinem alten Club Independiente spielte. 

### Nationalmannschaft
Burruchaga spielte das erste Mal 1983 für Argentinien. Bei der Copa América 1983 wurde er neben weiteren Spielern Torschützenkönig des Turniers. Karrierehöhepunkt war die Fußball-Weltmeisterschaft 1986 in Mexiko, wo er mit Argentinien Weltmeister wurde und zwei Treffer erzielte. Im Finale gegen Deutschland erzielte er, nachdem Deutschland einen 0:2-Rückstand aufgeholt hatte und das Spiel zu kippen drohte, nach einem Pass von Diego Maradona das entscheidende dritte Tor zum 3:2-Sieg und wurde neben Maradona zum großen Helden des Turniers. Auch bei der Fußball-Weltmeisterschaft 1990 gehörte er zum Stamm der Argentinier. Er nahm an jedem Spiel teil und traf in der Vorrunde einmal beim 2:0-Sieg gegen die Sowjetunion. Im WM-Finale wurde Burruchaga in der 53. Minute ausgewechselt. Der deutschen Nationalmannschaft gelang eine Revanche für die Niederlage von 1986 und sie siegte mit 1:0. Insgesamt spielte er zwischen 1983 und 1990 59 Mal für Argentinien und erzielte dabei 13 Tore.

### Trainer
Nach Beendigung seiner Spielerlaufbahn wurde Burruchaga Trainer. Zunächst war er beim Bonarenser Zweitligisten CSD Defensa y Justicia sowie bei CA Los Andes tätig. Von 2002 bis 2005 trainierte er Arsenal de Sarandí, von 2006 bis 2007 Independiente. 2008 wurde er Trainer bei CA Banfield, im Folgejahr übernahm er erneut den Ligakonkurrenten Arsenal de Sarandí. Von 2011 bis 2012 stand er in Diensten des paraguayischen Club Libertad. Von 2012 bis 2014 und erneut von 2015 bis 2016 trainierte er Atlético de Rafaela.

## Privates
Burruchaga heiratete Fabiola Paula, eine Tochter von Néstor „Pipo“ Rossi, der selbst ein herausragender Spieler der 1940er und 1950er Jahre war und danach auch als Trainer Erfolge hatte. Sein Sohn Román Andrés Burruchaga ist professioneller Tennisspieler.

## Erfolge

### Independiente
- Primera División Argentinien: 1983 Gewinn der Metropolitano
- Copa Libertadores: 1984
- Weltpokal: 1984
- Supercopa Sudamericana: 1995
- Recopa Sudamericana: 1995

### Argentinien
- Weltmeister 1986
- Vize-Weltmeister 1990